# 郭德華 (中華民國)
郭德華（1901年—1971年），廣東番禺人。生於英屬香港。早歲負笈英美。返國後歷任中國公學大學部教授兼教務長、江蘇交涉公署科長、淞瀘警備司令少將參謀。中日商討《淞滬停戰協定》時，獲委任為上海停戰會議軍事小組成員、上海日軍撤兵區域接管委員會委員。後任全國經濟委員會秘書、經濟部參事、外交部駐兩廣特派員。1947年12月2日，郭德華與香港總督葛量洪會談，重申中華民國管治九龍寨城主權。1950年，英國與中華人民共和國建交後，郭德華結束中華民國外交部兩廣專員公署駐香港辦事處，改任中華民國駐巴西大使馆公使并代办使事。1951年，郭德華被召回台灣。當時郭德華被指在香港擔任特派員時濫發2千多本中華民國護照。郭德華拒絕回台，移居美國。